# San Pablo (Isabela)
San Pablo (Bayan ng San Pablo) es un municipio filipino de segunda categoría perteneciente a  la provincia de La Isabela en la Región Administrativa de Valle del Cagayán, también denominada Región II.

## Geografía
Tiene una extensión superficial de 637.90 km² y según el censo del 2007, contaba con una población de 20.561  habitantes y 3.466 hogares; 22.040 habitantes el día primero de mayo de 2010
Son municipios vecinos son Tuguegarao y Peñablanca en la provincia de Cagayán; Santa María, Cabagán y Maconacón.

### Barangayes
San Pablo, desde un punto de vista administrativo, se divide en 17 barangayes o barrios, 15 de carácter rual y los 2 restantes urbanos, la cabecera y Auitán.
| - Annanuman - Auitán - Ballacayu - Binguang - Bungad - Dalena - Flaviano - Caddangan/Limbauan - Calamagui - Caralucud | - Guminga - Minanga del Norte - Minanga del Sur - San José - Población - Simanu del Norte - Simanu del Sur - San Vicente de Tupa |